# Ramiro Musotto
Ramiro Musotto (Bahía Blanca, 31 ottobre 1963 – Salvador de Bahia, 11 settembre 2009) è stato un compositore e musicista argentino esponente della musica elettronica brasiliana e suonatore di berimbau.

## Carriera
Nasce musicalmente come percussionista e si trasferisce in Brasile a 18 anni per perfezionare la sua padronanza del berimbau. Nel 1996 si trasferisce a Rio de Janeiro.
Da sempre vicino alla musica tradizionale ma anche alla musica elettronica, cresce come produttore e musicista collaborando, principalmente come percussionista, con artisti di fama come Caetano Veloso, Lenine, Skank e Naná Vasconcelos.
Debutta nel 2003 con l'album Sudaka: un lavoro innovativo che fonde motivi e strumenti tradizionali sudamericani, suoni cittadini, groove e cori ipnotici e la moderna musica elettronica. «Un viaggio psichedelico attraverso e all'interno della tradizione afro-brasiliana e sudamericana», secondo lo stesso Musotto..
Nel 2007 esce il secondo album, Civilicao e barbarie.
Muore a soli 45 anni a seguito di un tumore allo stomaco, l'11 settembre 2009 a Salvador de Bahia, città in cui viveva da dodici anni.

## Discografia

### CD
- Sudaka - (2003)
- Civilicao e barbarie - (2007)

### DVD
- Sudaka ao vivo - (2003)